# Championnats d'Afrique de cyclisme sur piste 2024
Navigation
2023 2025
Les Championnats d'Afrique de cyclisme sur piste 2024 ont lieu du 10 au 14 janvier 2024 au Vélodrome international du Caire en Égypte, pour la 4e fois.
Des championnats pour les juniors (moins de 19 ans) ont également lieu en même temps.

## Épreuves masculines
| Épreuves               | Or                                                                                | Argent                                                             | Bronze                                                     |
| ---------------------- | --------------------------------------------------------------------------------- | ------------------------------------------------------------------ | ---------------------------------------------------------- |
| Kilomètre              | Johannes Myburgh                                                                  | El Khacib Sassane                                                  | Hussaein Hassan                                            |
| Keirin                 | Jean Spies                                                                        | Mitchell Sparrow                                                   | Mohamed Nadjib Assal                                       |
| Vitesse individuelle   | Jean Spies                                                                        | Mitchell Sparrow                                                   | Hussaein Hassan                                            |
| Vitesse par équipes    | Afrique du Sud Jean Spies Johannes Myburgh Mitchell Sparrow                       | Égypte Hussaein Hassan Sayed Elkadia Mahmoud Elimbab               | Algérie Zaki Boudar Mohamed Nadjib Assal El Khacib Sassane |
| Poursuite individuelle | Mahmoud Bakr                                                                      | Lotfi Tchambaz                                                     | Salah Eddine Ayoubi Cherki                                 |
| Poursuite par équipes  | Algérie Lotfi Tchambaz Yacine Chalel El Khacib Sassane Salah Eddine Ayoubi Cherki | Égypte Youssef Abouelhassan Mahmoud Bakr Sayed Elkadia Omar Elsaid | Non attribuée                                              |
| Course aux points      | Mohamed Nadjib Assal                                                              | Hamza Megnouche                                                    | Sayed Elkadia                                              |
| Scratch                | Mahmoud Bakr                                                                      | Zaki Boudar                                                        | Youssef Abouelhassan                                       |
| Course à l'américaine  | Algérie Mohamed Nadjib Assal Salah Eddine Ayoubi Cherki                           | Égypte Youssef Abouelhassan Mahmoud Bakr                           | Algérie Lotfi Tchambaz Zaki Boudar                         |
| Course à élimination   | Yacine Chalel                                                                     | Hamza Megnouche                                                    | Youssef Abouelhassan                                       |
| Omnium                 | Mahmoud Bakr                                                                      | Daniyal Matthews                                                   | Lotfi Tchambaz                                             |

## Épreuves féminines
| Épreuves               | Or                                                                 | Argent                                                                               | Bronze                            |
| ---------------------- | ------------------------------------------------------------------ | ------------------------------------------------------------------------------------ | --------------------------------- |
| 500 mètres             | Shahd Mohamed                                                      | Grace Ayuba                                                                          | Nesrine Houili                    |
| Keirin                 | Ainsli De Beer                                                     | S'annara Grove                                                                       | Gladys Grikpa Tombrapa            |
| Vitesse individuelle   | Shahd Mohamed                                                      | Gladys Grikpa Tombrapa                                                               | Tawakalt Yekeen                   |
| Vitesse par équipes    | Égypte Ebtissam Zayed Nada Aboubalash Shahd Mohamed                | Nigeria Tawakalt Yekeen Grace Ayuba Gladys Grikpa Tombrapa                           | Non attribuée                     |
| Poursuite individuelle | S'annara Grove                                                     | Nesrine Houili                                                                       | Danielle van Niekerk              |
| Poursuite par équipes  | Égypte Ebtissam Zayed Nada Aboubalash Aya Mohamed Rehab Elsherbini | Nigeria Tawakalt Yekeen Grace Ayuba Gladys Grikpa Tombrapa Patience Effiong Otuodung | Non attribuée                     |
| Course aux points      | Ebtissam Zayed                                                     | S'annara Grove                                                                       | Ainsli De Beer                    |
| Scratch                | Ebtissam Zayed                                                     | Danielle van Niekerk                                                                 | Gladys Grikpa Tombrapa            |
| Course à l'américaine  | Afrique du Sud S'annara Grove Danielle van Niekerk                 | Égypte Ebtissam Zayed Nada Aboubalash                                                | Égypte Mentalla Belal Aya Mohamed |
| Course à élimination   | Ebtissam Zayed                                                     | S'annara Grove                                                                       | Nesrine Houili                    |
| Omnium                 | Ebtissam Zayed                                                     | S'annara Grove                                                                       | Danielle van Niekerk              |

## Tableaux des médailles
| Rang  | Nation         | Or | Argent | Bronze | Total |
| ----- | -------------- | -- | ------ | ------ | ----- |
| 1     | Égypte         | 11 | 4      | 6      | 21    |
| 2     | Afrique du Sud | 7  | 8      | 3      | 18    |
| 3     | Algérie        | 4  | 6      | 7      | 17    |
| 4     | Nigeria        | 0  | 4      | 3      | 7     |
| Total | Total          | 22 | 22     | 19     | 63    |